# Joburg Open 2012

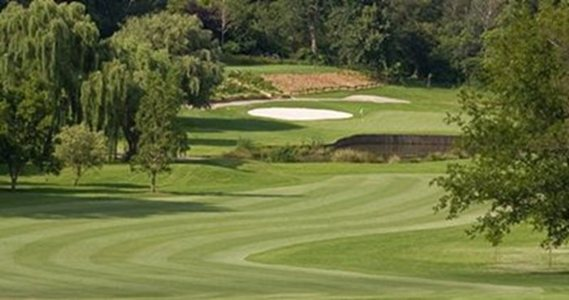
Hole 6 van de Oostbaan

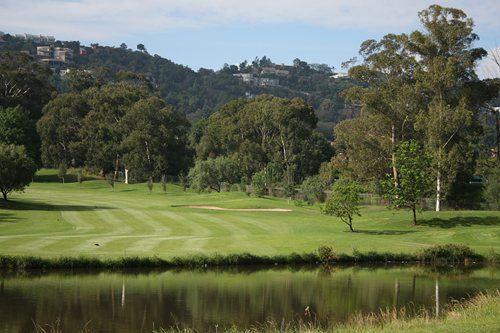
Hole 6 van de Westbaan

Het Joburg Open van 2012 wordt gespeeld van 12-15 januari op de Royal Johannesburg and Kensington Golf Club in Johannesburg, Zuid-Afrika. Het is een golftoernooi van de Sunshine Tour en voor de derde keer ook van de Europese PGA Tour.
Het prijzengeld is € 1.300.000. Titelverdediger is Charl Schwartzel, die het toernooi in 2010 en 2011 won.

## Verslag
Het toernooi wordt gespeeld op de Westbaan en de Oostbaan. Beide hebben normaliter een par van 72, maar de Oostbaan is nu par 71. Er doen 206 professionals mee en de Europese en Sunshine Tour mogen ieder vijf extra spelers uitnodigen. Er doen vier amateurs mee. De beste 65 spelers en ties halen de cut. Als er een play-off komt, zal die over 18 holes gespeeld worden.
Dinsdag
Onder leiding van Teboho Sefatsa, de pro van de Royal J&K Golf Club, werd door enkele professionals een clinic gegeven voor 80 kinderen uit de buurt. Sefatsa groeide zelf op in Katlehong, een township ten Oosten van Johannesburg. De jeugd ziet golf als een manier om een betere toekomst te hebben en is erg enthousiast. In de township wordt veel geoefend.
Ronde 1
David Drysdale werd clubhouse leader met zijn score van -6 maar hij werd al gauw ingehaald door Damien McGrane. 

Na twaalf holes stond Reinier Saxton op -4 maar toen werden de spelers teruggeroepen wegens onweer. Er waren pas 81 spelers klaar. Ruim vier uren later kon er weer gespeeld worden. Saxton vervolgde zijn ronde in stijl en maakte nog een eagle op hole 15 en een birdie op hole 16, waardoor hij op de 3de plaats eindigde. Jamie Elson eindigde birdie-par-birdie en kwam naast McGrane op de eerste plaats.
 Vrijdagochtend om 9 uur kwamen de laatste spelers van ronde 1 binnen. Craig Lee was Saxton even gepasseerd maar hij eindigde met een bogey en een gedeelde derde plaats.
Ronde 2
Om half twaalf moest er wederom wegens onweer gestopt worden. Robert Rock was op dat moment clubhouse leader, Reinier Saxton was al binnen met +1. Taco Temkes en Tim Sluiter waren nog niet gestart. Besseling was bijna klaar maar mist de cut.
Ronde 3
Er kon vrijdag na het onweer niet meer gespeeld worden dus ronde 2 moest zaterdag afgemaakt worden. Dertien spelers die geen kans meer hadden de cut te halen verschenen niet meer aan de start w.o. Besseling en Lafeber. Aan het einde van ronde 2 deelden George Coetzee en Richard Finch de leiding met Robert Rock. Saxton was de enige Nederlander die de cut haalde, Brandon Stone de enige amateur.
Ronde 3 wordt op de Oostbaan gespeeld en hij is om 12:40 uur op tee 1 en 10 gestart. Saxton sloeg om 1 uur af en speelde met twee Zuid-Afrikanen, Peter Karmis en Trevor Fisher Jr. Hij maakte een nette ronde zonder bogey. De drie leiders zijn als laatste om 12:40 uur gestart. 
Ronde 3 werd ook wegens gevaarlijke omstandigheden afgebroken, 27 spelers waren nog niet binnen.
Ronde 4
Branden Grace maakte nog twee birdies en stond na ronde 3 alleen aan de leiding.
Ronde 4 werd om 9:10 uur gestart. Het werd een dag zonder onweer. Brandon Grace bleef de hele ronde aan de leiding. Jamie Elson maakte weer een ronde van 63, op deze baan was dat -9 en het toernooirecord, en hij steeg naar de tweede plaats. De derde plaats werd gedeeld door de Schotten David Drysdale en Marc Warren en de Zuid-Afrikanen Jaco Van Zyl, Trevor Fisher Jr, Dawie Van der Walt en Michiel Bothma.
- Leaderboard

| Naam            | Score R1 | Score R1 | Nr   | Score R2 | Score R2 | Totaal | Nr  | Score R3 | Score R3 | Totaal | Nr  | Score R4 | Score R4 | Totaal | Nr  |
| --------------- | -------- | -------- | ---- | -------- | -------- | ------ | --- | -------- | -------- | ------ | --- | -------- | -------- | ------ | --- |
| Branden Grace   | 67       | -5       | T10  | 66       | -5       | -10    | T4  | 65       | -7       | -17    | 1   | 72       | par      | -17    | 1   |
| Jamie Elson     | 63       | -8       | T1   | 75       | +3       | -5     | T47 | 70       | -2       | -7     | T27 | 63       | -9       | -16    | 2   |
| Jbe' Kruger     | 67       | -5       | T10  | 66       | -5       | -10    | T4  | 69       | -3       | -13    | T4  | 72       | par      | -13    | T9  |
| Robert Rock     | 65       | -7       | T3   | 67       | -4       | -11    | T1  | 72       | par      | -11    | T9  | 70       | -2       | -13    | T9  |
| George Coetzee  | 65       | -6       | T7   | 67       | -5       | -11    | T1  | 69       | -3       | -14    | T2  | 75       | +3       | -11    | T14 |
| Retief Goosen   | 66       | -5       | T10  | 67       | -5       | -10    | T4  | 71       | -1       | -11    | T9  | 73       | +1       | -10    | 16  |
| Reinier Saxton  | 64       | -7       | T3   | 73       | +1       | -6     | T26 | 69       | -3       | -9     | T17 | 72       | par      | -9     | T17 |
| Craig Lee       | 64       | -7       | T3   | 74       | +2       | -5     | T40 | 70       | -2       | -7     | T27 | 70       | -2       | -9     | T17 |
| Richard Finch   | 66       | -5       | T10  | 66       | -6       | -11    | T1  | 69       | -3       | -14    | T2  | 78       | +6       | -8     | T24 |
| Damien McGrane  | 63       | -8       | T1   | 71       | -1       | -9     | T7  | 76       | +4       | -5     | T34 | 72       | par      | -5     | T46 |
| Desvonde Botes  | 65       | -7       | T3   | 69       | -2       | -9     | T7  | 78       | +6       | -3     | T56 | 78       | +6       | +3     | 66  |
| Tim Sluiter     | 72       | +1       | T138 | 68       | -4       | -3     | MC  |          |          |        |     |          |          |        |     |
| Taco Remkes     | 71       | par      | T102 | 72       | +3       | +3     | MC  |          |          |        |     |          |          |        |     |
| Maarten Lafeber | 72       | par      | T102 | 72       | +1       | =      | MC  |          |          |        |     |          |          |        |     |
| Wil Besseling   | 71       | par      | T102 | 79       | +7       | =      | MC  |          |          |        |     |          |          |        |     |

| Leider |  | Toernooirecord |  | Westbaan |  | Oostbaan |  | MC = missed cut = cut gemist |

## Spelers
| - Warren Abery - Johannes J Ahlers - Thomas E Aiken - Phillip Archer - HP Bacher - Matthew D Baldwin - Benn Barham - Christiaan Basson - Steve Basson - Rich Beem - Oliver Bekker - Seve Benson - Adrien Bernadet - Wil Besseling - Richard Bland - Knut Borsheim - Desvonde P Botes - Michiel F Bothma - Merrick M Bremner - Markus Brier - Hendrik T Buhrmann - Morne Buys - Ryan Cairns - Guillaume Cambis - Jorge Campillo - Ariel A Cañete (2007) - Magnus A. Carlsson - Matthew Carvell - Tongoona Charamba - Neil Cheetham - JG Claassen - Abraham J Coetsee - George W Coetzee - Federico Colombo - Andre Cruse - Joshua B Cunliffe - Andrew G Curlewis - Adilson J Da Silva - Louis De Jager - Carlos Del Moral - Daniel Denison - Robert Dinwiddie - David Dixon - Agustin Domingo - David S Drysdale - Johan J Du Buisson - Martin Du Toit - Michael C Du Toit - Edouard Dubois - Pelle Edberg - Jamie Elson - Niclas Fasth - Tyrone Ferreira - Kenneth A Ferrie | - Darren C Fichardt - Richard J Finch - Trevor H Fisher Jr - Tommy Fleetwood - Alastair Forsyth - Chris Gane - Jordi García - Daniel S Gaunt - Adam Gee - Andrew Georgiou - Jean B Gonnet - Retief Goosen - Branden Grace - Daniel Greene - Emiliano Grillo - Vaughn L Groenewald - Julien Guerrier - Peter Gustafsson - Alexander F Haindl - Joachim B Hansen - Justin A Harding - Gregory Havret - Benjamin Hebert - Peter M Hedblom - David E Hewan - Keith W Horne - David Howell - Victor Jean Hugo - Sam Hutsby - Scott Jamieson - Lasse Jensen - Andrew Johnston - Roope Kakko - James B Kamte - Peter Karmis - Alpheus K Kelapile - Lloyd Kennedy - James H Kingston - Espen Kofstad - James B Kruger - Maarten Lafeber - Joakim Lagergren - Blanche Lamprecht - Barry D Lee - Peter A Lawrie - Craig Lee - José-Filipe Lima - Sam Little - Chris Lloyd - Darryn W Lloyd - Mikael Lundberg - Morten Orum Madsen - Ben Mannix - Martin Maritz | - Andrew Marshall - Bruce R McDonald - Damien McGrane - Douglas G McGuigan - Peter-Henric McIntyre - Alan McLean - Alan J Michell - Louis F Moolman - Titch Moore - Jamie Moul - Grant A Muller - Garth D Mulroy - Mark F Murless - George Murray - Lindani E Ndwandwe - Colin Nel - Prinavin Nelson - Musiwalo Nethunzwi - Matthew Nixon - Thomas Norret - Shaun P Norris - Steven O'Hara - Dean M O'Riley - Adrian Otaegui - Hendrik J Otto - Andrew Parr - John Parry - Andrea Pavan - Brandon P Pieters - Scott Pinckney - Albertus C Pistorius - Florian Praegant - Julien Quesne - Taco Remkes - Bernd Ritthammer - Victor Riu - Robert Rock - José Rodriguez Martinez - Jakobus Roos - Lyle D Rowe - Raymond Russell - Charles E Russo - Lloyd Saltman - Omar Sandys - Ricardo Santos - Reinier Saxton - Neil Schietekat - Adrian Schwartzel - Charl Schwartzel (2010, 2011) - Kyle R Scott - Teboho Sefatsa - Thabang K Simon - Joel Sjöholm - Lee A Slattery - Tim Sluiter | - Beyer Smith - Anthony Snobeck - Matthew Southgate - Theunis G Spangenberg - Richard Sterne (2008) - Coenie Stoop - Scott Strange - Ockert S Strydom - Andy Sullivan - Chris Swanepoel - Callie Swart - Alessandro Tadini - Desmond Terblanche - Toto M Thimba - Ryan Thompson - Simon Thornton - Ryan Tipping - Ulrich Van den Berg - Divan Van den Heever - Bennie Van der Merwe - Dawie Van der Walt - Tjaart N Van der Walt - Danie Van Tonder - Jaco Van Zyl - Daniel Vancsik - Bradford Vaughan - Grant Veenstra - Alvaro Velasco - Allan D Versfeld - Simon Wakefield - Sam J Walker - Anthony Wall - Justin J Walters - Marc Warren - Robert C Wiederkehr - Bernd Wiesberger - Danny Willett - Mark Williams - Oliver Wilson - Chris Wood - Aaron Zemmer Invitaties - Kyle Scott - Alphuis Kelapile - Atti Schwartzel - Teboho Sefatsa - Michael Du Toit - Steve Basson - Barry Lane Amateurs - Jonathan Raphunga - Sipho Bujela - Brandon Stone - Musiwalo Nethunzwi |

Kwalificatietoernooi
Ongeveer 115 spelers kunnen proberen twee dagen voor de aanvang van het toernooi een plaats te bemachtigen via een kwalificatietoernooi. Dit wordt op dezelfde baan gespeeld.